# Піддністрянська сільська рада
Піддністрянська сільська рада — колишній орган місцевого самоврядування у Жидачівському районі Львівської області з адміністративним центром у с. Піддністряни.

## Загальні відомості
Історична дата утворення: в 1939 році. Водоймища на території, підпорядкованій даній раді: Дністер, Стрий.

## Історія
Львівська обласна рада рішенням від 30 жовтня 2007 року в Жидачівському районі перейменувала Піддністрянівську сільраду на Піддністрянську.

## Населені пункти
Сільській раді були підпорядковані населені пункти:
- с. Піддністряни
- с. Кам'яне
- с. Рудківці